# Гендерный надзор
Ге́ндерный надзо́р (англ. gender policing) — это принуждение людей к следованию гендерным нормам, к проявлению принятого в обществе гендерного выражения, навязывание гендерных установок. Является формой насилия. Прежде всего, с гендерным надзором сталкиваются гендерно-неконформные и трансгендерные люди при наличии в обществе бинарной гендерной системы и циснормативности. Он играет большую роль в школьной травле. Гендерный надзор является весьма нормализованным явлением, так как связан с доминирующими в обществе установками, в частности, с гегемонной маскулинностью. Вместе с тем, научные исследования показывают его негативное влияние на психическое здоровье.
Гендерный надзор малоизучен на международном уровне. В США проводятся этнографические исследования гендерного надзора в контексте школьной травли, но его роль в семейных отношениях остаётся малоисследованной.

## Суть явления
Брэндон Эндрю Робертсон и Эми Л. Стон характеризуют гендерный надзор как основную «цисгендерную инвестицию», понимая под этим термином способ, которым происходит укрепление циснормативности.
С гендерным надзором могут сталкиваться представители любой социальной группы, но не в равной степени.
Гендерному надзору часто подвергают родители своих детей. Нередки бывают случаи, когда мальчик, проявляющий фемининное гендерное выражение, сталкивается с требованиями от своих родителей прекратить подобное поведение. Примером гендерного надзора в отношении мальчиков является родительский запрет на ношение платья. Иногда родители даже позволяют себе применять физическое насилие к мальчикам по причине проявления ими фемининного гендерного выражения. Также гендерный надзор играет большую роль в школьной травле.
Гендерный надзор в обществах, в которых действует бинарная гендерная система, связан с ней, поскольку в неё не вписываются гендерно-неконформные и трансгендерные люди. Контролирование гендерного поведения мальчиков связано также с установками гегемонной маскулинности.
Социолог Джоэль Миттлман отмечает, что в даже в наименее гомофобных регионах США многие подростки, в том числе поддерживающие юридические права ЛГБТ-персон, подвергают гендерно-неконформных сверстников гендерному надзору. Жертвами травли по причине гендерной неконформности становятся в первую очередь подростки с приписанным при рождении мужским полом, причём даже «преимущественно маскулинное» гендерное выражение существенно увеличивает риск травли по сравнению с «очень маскулинным». Одним из средств гендерного надзора в школах является гендерирование туалетов в соответствии с бинарной гендерной системой.
Исследователи С. Ф. Холл и М. Дж. ДеЛэни в «Journal of Homosexuality» свидетельствуют, что в США трансгендерные персоны часто сталкиваются с внутригрупповым гендерным надзором в ЛГБТ-пространствах, в том числе со стороны других транс-персон, как «недостаточно трансгендерные», в случае, если они не соответствуют установкам бинарной гендерной системы.
Согласно Р. Э. Хоскин, как гендерный надзор часто функционирует фемфобия (англ. femmephobia) — вид дискриминации и угнетения по отношению к людям с фемининным гендерным выражением. Фемфобия устанавливает для женщин узкие правила «идеальной фемининности», которая в любом случае, однако, будет рассматриваться как уступающая маскулинности.
Гендерный надзор может быть расиализированным — так, в США чёрные девушки непропорционально часто сталкиваются с требованием соблюдать расистский и сексистский дресс-код.
Взрослые могут столкнуться с гендерным надзором на рабочем месте — в частности, бывают случаи увольнения за гендерно-неконформное поведение. В судебной практике США гендерный надзор на рабочем месте классифицируется как сексуальное домогательство, однако это не является общепринятой практикой на международном уровне. Взрослые сталкиваются с гендерным надзором и в абююзивных отношениях.

## Влияние на психику
Исследования показывают негативное влияние гендерного надзора на ментальное здоровье, вне зависимости от того, осуществлялся он через физическое насилие или нет. Так, согласно исследованию мужчин, принадлежащих к секс-меньшинствам, те мужчины, чьи родители требовали в детстве прекратить вести себя женственно, имели более высокие показатели депрессии, тревоги, употребления алкоголя. В настоящее время влияние гендерного надзора на психику цисгендерных мальчиков исследовано лучше, чем его влияние на психику других детей.
Джулия Серано связывает с гендерным надзором явление, когда мужчины и лица, которым был приписан при рождении мужской пол, испытывают сексуальное возбуждение от фантазий о феминизации своего тела или надевания женской одежды (фантазии женского/фемининного воплощения, фетишистский трансвестизм, аутогинефилия). По её мнению, гендерный надзор оказывает влияние на формирование такого рода фантазий и этим объясняется, наряду с большей сексуализацией фемининности, то, почему у транс-женщин и трансфеминных персон такого рода фантазии проявляются чаще, чем аналогичные сексуальные фантазии о мужском/маскулинном воплощении у транс-мужчин и трансмаскулинных персон.